# Pokatchi
Pokatchi (en russe : Покачи) est une ville russe située dans le district autonome des Khantys-Mansis–Iougra. Sa population s'élevait à 17 471 habitants en 2014.

## Géographie
Pokatchi est située dans la plaine de Sibérie occidentale, sur la rive droite de la rivière Vatiegan, à 347 km à l'est de Khanty-Mansiïsk, à 754 km au nord-est de Tioumen et à 2 244 km au nord-est de Moscou. Elle fait partie du raïon de Nijnevartovsk.

## Histoire
La fondation de Pokatchi en 1984 est lié au développement de l'exploitation de champs pétrolifères dans les environs. Le nom Pokatchi est dérivé du nom d'une famille khantys qui fut autrefois propriétaire de ces terres. Elle a le statut de ville depuis 1992. Son économie repose sur l'exploitation pétrolière.

## Population
Recensements (*) ou estimations de la population
| 1989*  | 2002*  | 2010*  | 2012   | 2013   | 2014   |
| ------ | ------ | ------ | ------ | ------ | ------ |
| 11 536 | 17 017 | 17 171 | 17 186 | 17 273 | 17 471 |